# Бурлако, Владимир Владимирович
Владимир Владимирович Бурлако (род. 16 мая 1965, Свердловск-44, СССР) — российский футболист, игрок в мини-футбол. Более всего известен выступлениями за новоуральский «Строитель».

## Биография
Бурлако является воспитанником новоуральского футбола. В 1988 году он провёл сезон в свердловском «Уралмаше», однако не сумел там закрепиться и следующие два сезона отыграл в нижнетагильском «Уральце». В 1991 году, узнав, что в родном Новоуральске появилась новая мини-футбольная команда «Строитель», Владимир принял решение перейти в мини-футбол. Вскоре он вместе со своей командой получил право дебютировать в чемпионате СНГ.
«Строитель» сумел сотворить сенсацию, став бронзовым призёром чемпионата. Бурлако был главным голеадором той команды, в итоговом рейтинге бомбардиров чемпионата он занял второе место, уступив лишь Константину Ерёменко. Вскоре Владимир получил вызов в сборную СНГ и провёл за неё один матч против сборной Словакии. Он был кандидатом на участие в отборочных матчах чемпионата мира, однако в последний момент его отцепили от сборной.
В следующих сезонах «Строитель» уже не претендовал на медали, однако Бурлако по-прежнему был в числе лучших бомбардиров. В сезоне 1993/94 он вновь стал вторым бомбардиром чемпионата, в сезоне 1994/95 — третьим. Одновременно был и главным тренером новоуральцев.
После «Строителя» Бурлако играл в екатеринбургских клубах «Уралмаш-М» и УПИ, продолжая демонстрировать высокую результативность. В 2001 году его подписал действующий чемпион России московский «Спартак».
Вскоре Бурлако завершил выступления на высоком уровне. Всего в чемпионате России по мини-футболу он забил 220 мячей в 200 матчах, став одним из лучших бомбардиров в истории российского мини-футбола.

## Достижения
- Бронзовый призёр чемпионата СНГ по мини-футболу 1992